# Gwałciciel na twojej drodze
Gwałciciel na twojej drodze (hiszp. "Un violador en tu camino"; także Gwałcicielem jesteś ty) chilijski, feministyczny performance – protest przeciwko przemocy wobec kobiet, który wykonywany jest też w Ameryce Łacińskiej, USA, Europie i Turcji.

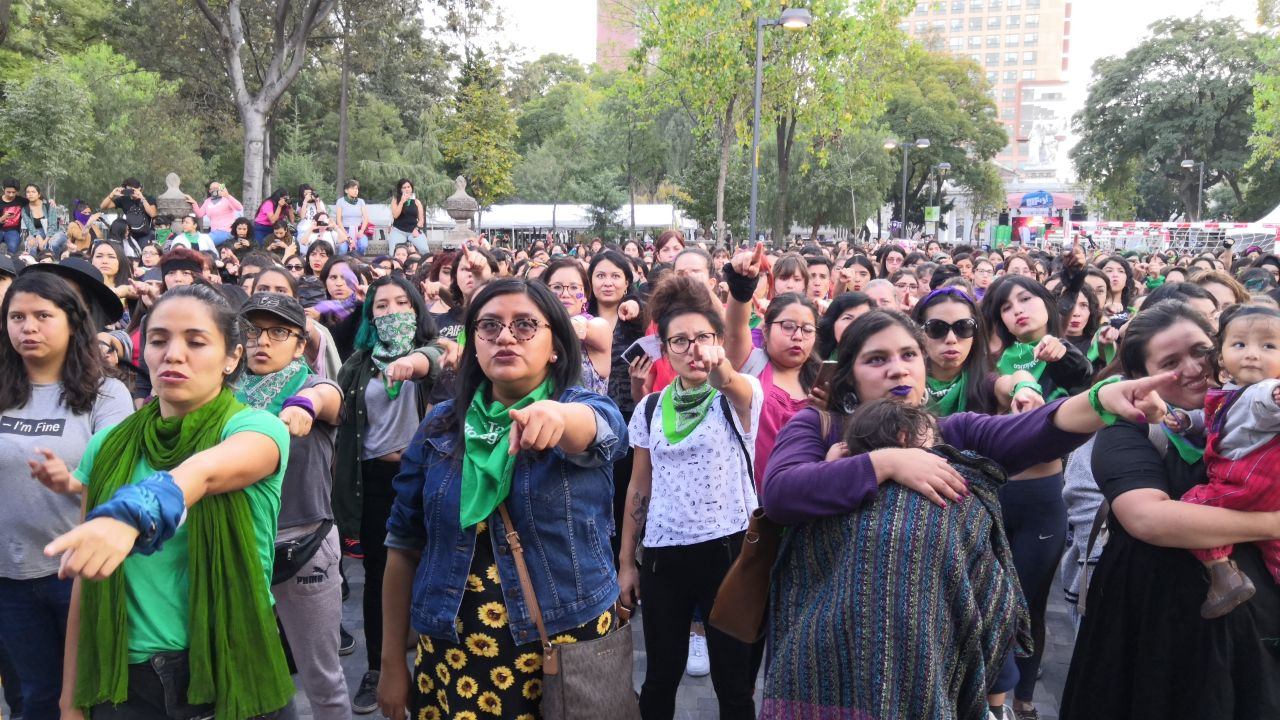
Kobiety wykonujące performance "Gwałciciel na twojej drodze" na placu Alameda Central, Meksyk

Autorkami i pierwszymi wykonawcami jest LASTESIS grupa feministyczna z Valparaíso, a tekst bazuje na teoriach Rita Segato. Został zaprezentowany z okazji Międzynarodowego Dnia Eliminacji Przemocy wobec Kobiet 25 listopada 2019. Film stał się hitem na całym świecie. Performance zorganizowano w Meksyku, Kolumbii, Francji, Hiszpanii i UK, a 29 listopada 2019 na Zócalo, głównym placu Meksyku, wystąpiło tysiące kobiet.
W stolicy Turcji, Stambule, protestujących zatrzymała policja. Kilka dni później tureckie posłanki wykonały performance w tamtejszym Parlamencie. Sera Kadigil z Republikańskiej Partii Ludowej powiedziała do Süleymana Soylu ministra spraw wewnętrznych „Dzięki panu Turcja jest jedynym krajem, w którym trzeba mieć immunitet (poselski) do uczestnictwa w tym proteście”.
W Polsce performance ten wykonywano we Wrocławiu podczas protestów przeciwko zaostrzeniu przepisów dotyczących aborcji w Polsce w 2020 roku.